# Графенгегайг
Графенгегайг (нім. Grafengehaig) — громада в Німеччині, розташована в землі Баварія. Підпорядковується адміністративному округу Верхня Франконія. Входить до складу району Кульмбах. Складова частина об'єднання громад Марктлойгаст.
Площа — 20,80 км2. Населення становить 865 ос. (станом на 31 грудня 2020).

## Галерея

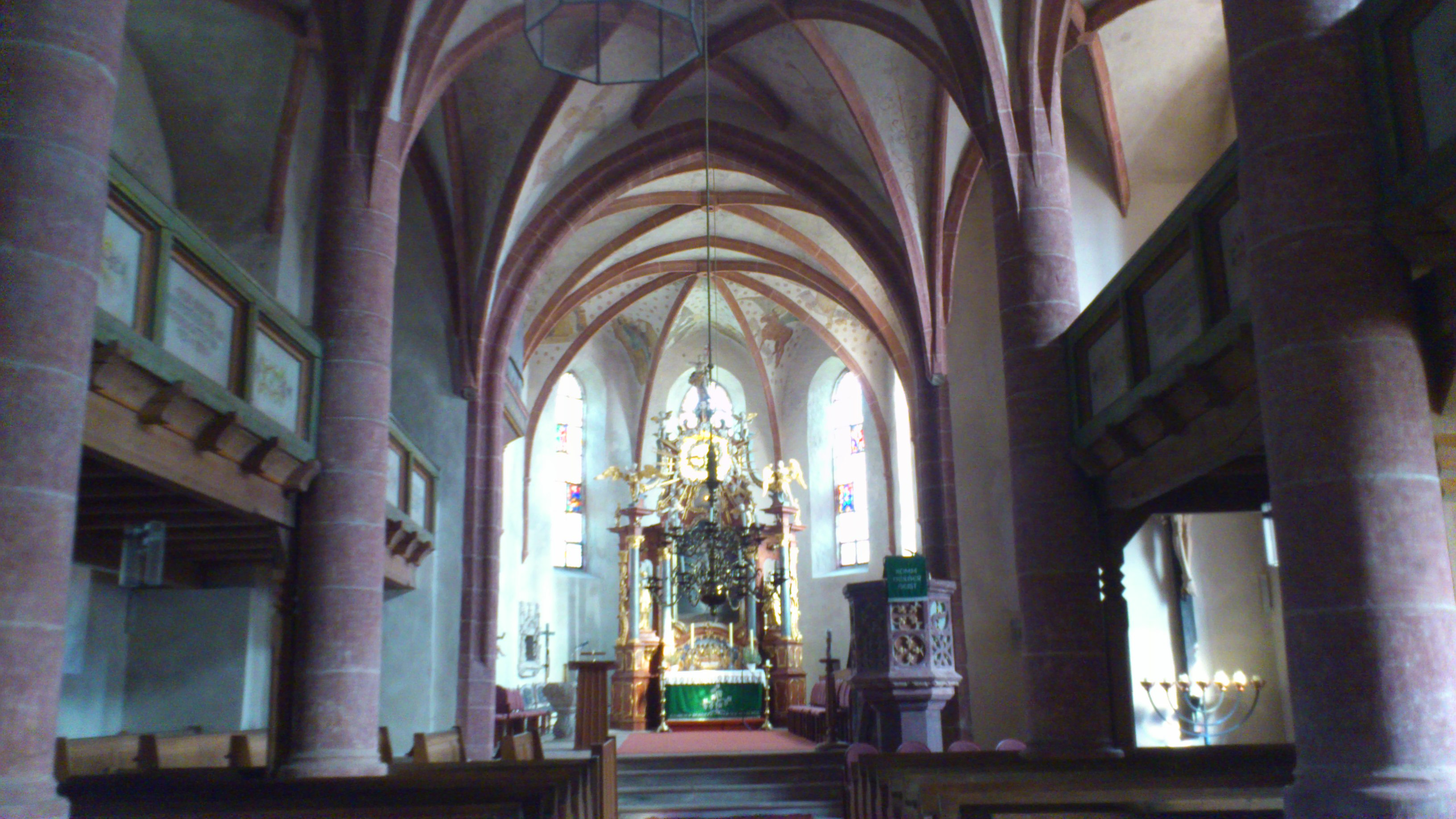
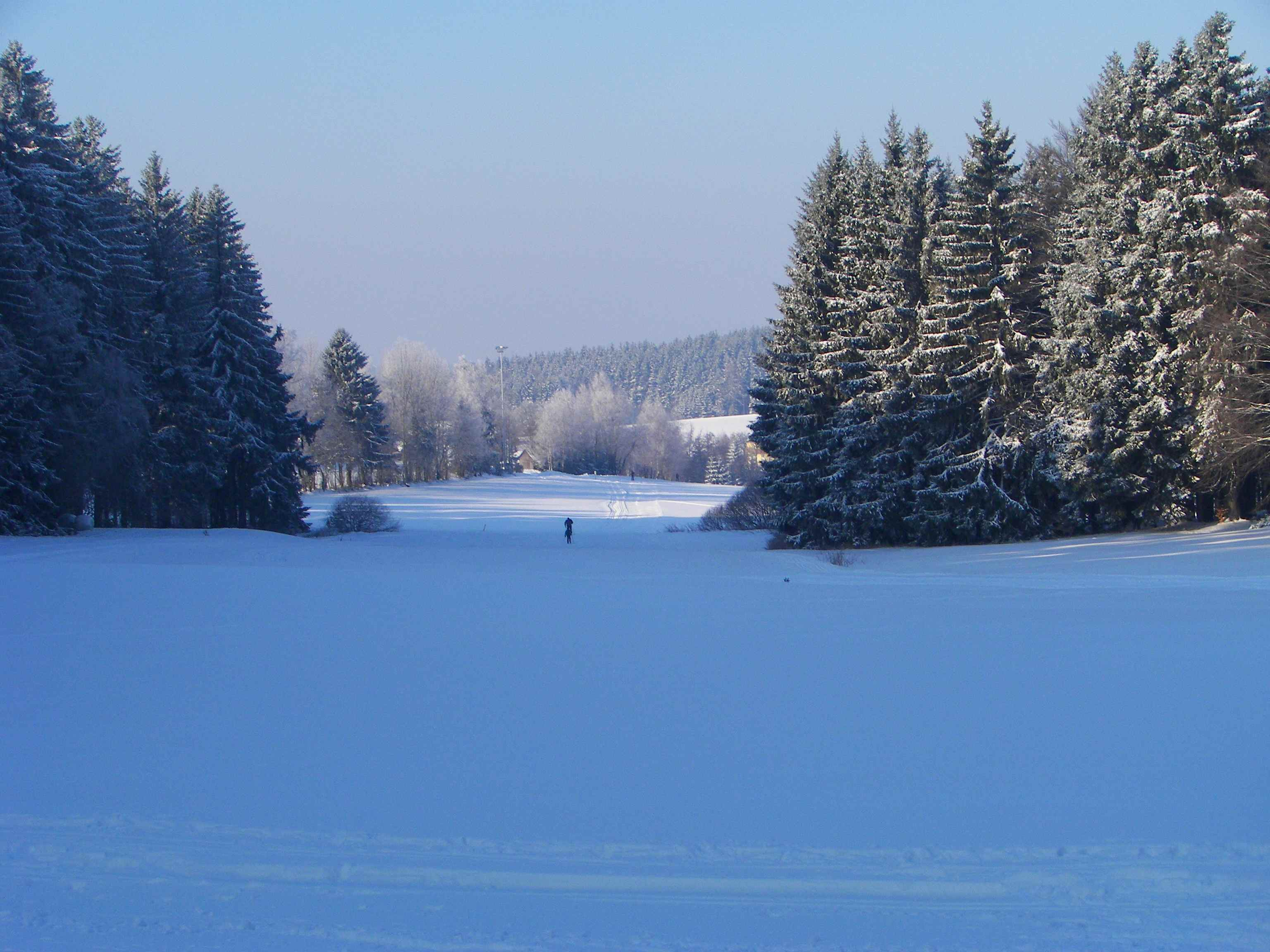
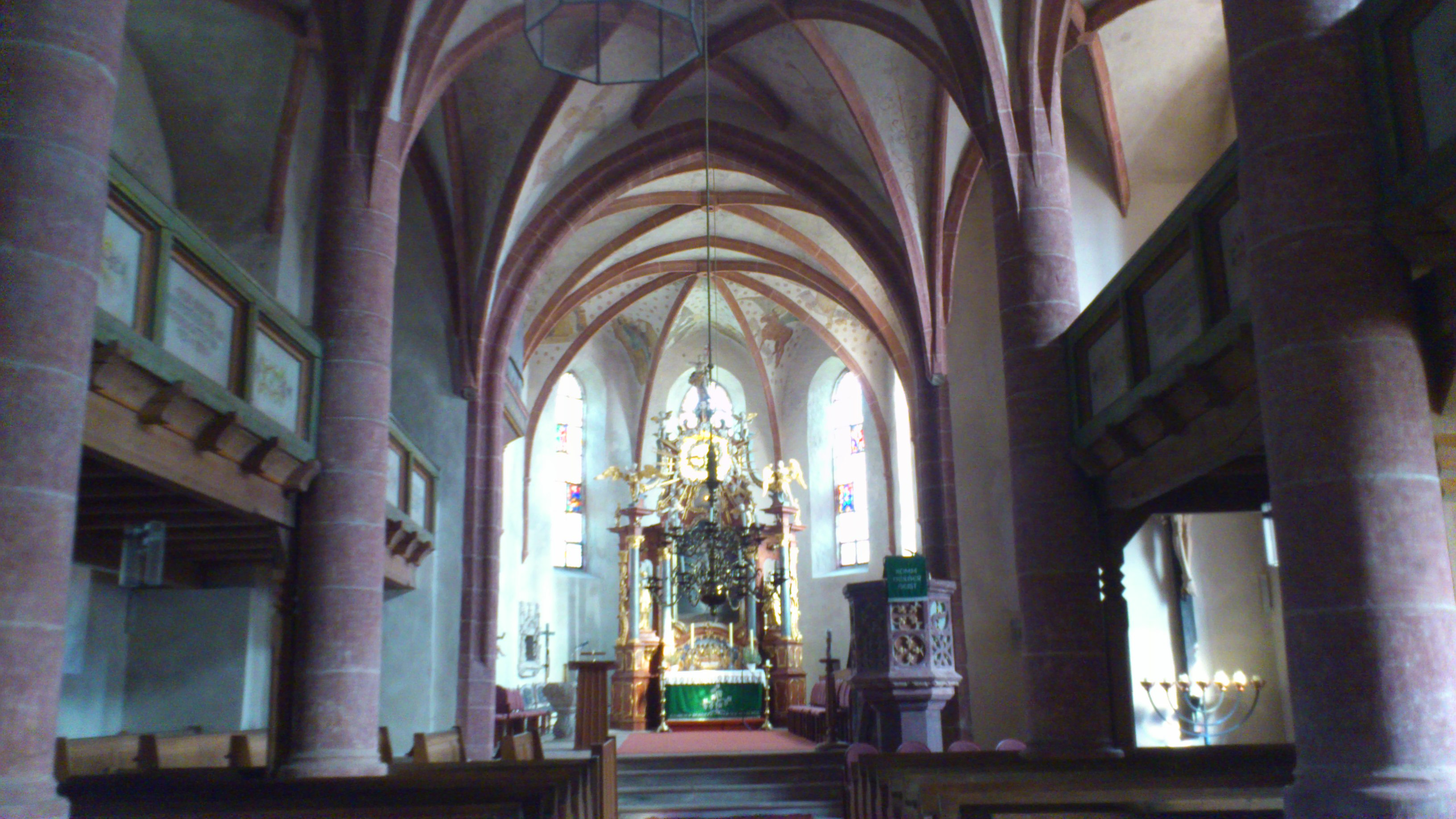
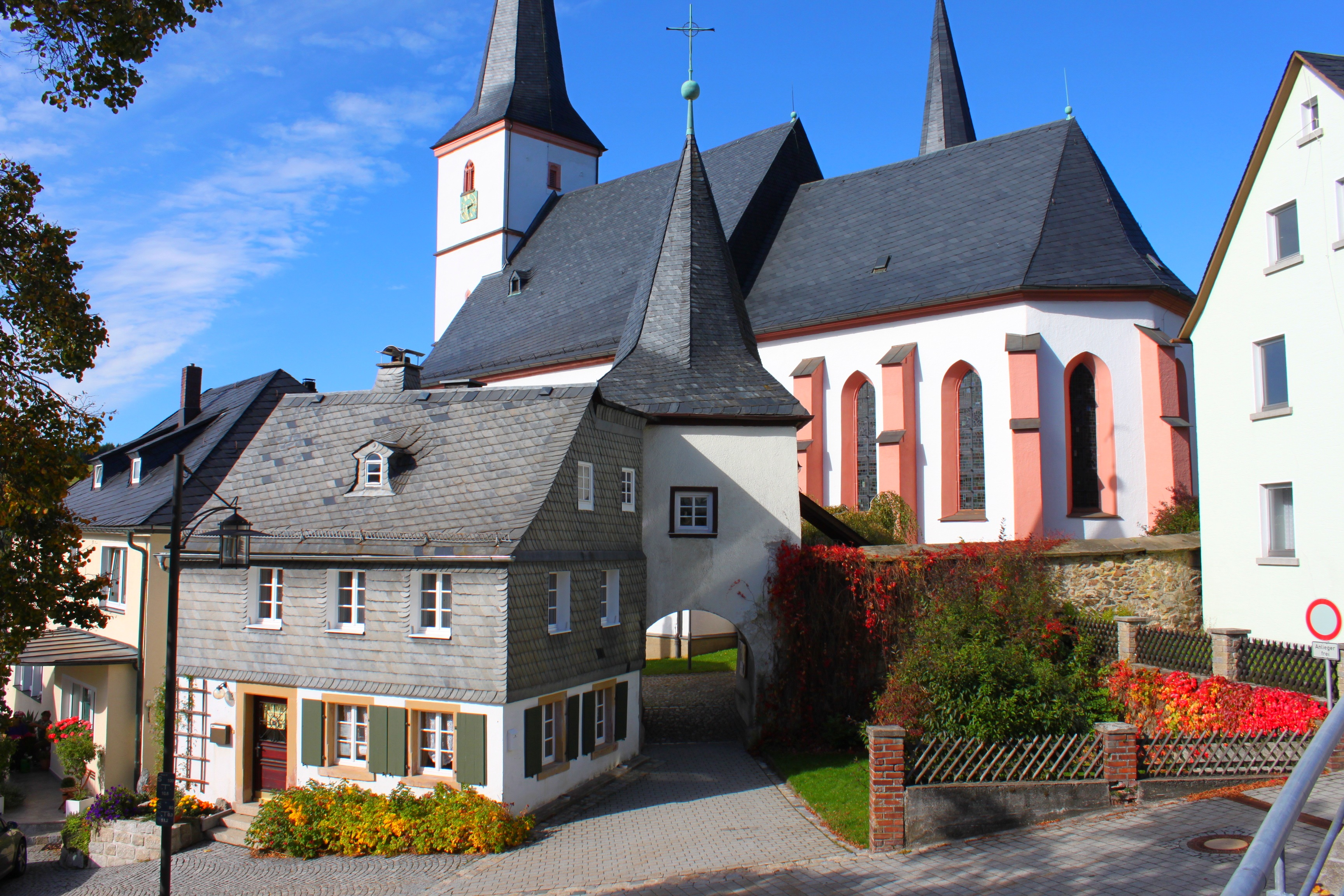